# Santa Maria di Portosalvo (Nápoly)
A Santa Maria di Portosalvo egy nápolyi templom a Via Alcide de Gasperi mentén. Nevét gyakran megtoldják a fuori le mura kifejezéssel (falon kívül), elhelyezkedésére utalva ezzel.

## Leírása
A templomot 1554-ben építették hajótörésből megmenekült tengerészek. A 17. és 18. századok során kisebb-nagyobb módosításokat végeztek rajta. Az Immacolatella palota mellett ez a templom is egyik túlélője  az 1920-as évek nápolyi újjáépítési mozgalmának. A templom kertjében egy obeliszk található, melyet a Bourbonok Nápolyi Köztársaság feletti győzelme emlékére emeltek (1799). A Fontana della Maruzza kút a 15. századból származik. A belső márványborítás Dioniso Lazzari műve, a festett kazettás mennyezetet Battistello Caracciolo készítette. Az évszázadok során a templomot a halászok, tengerészek tartották fent és újították fel több alkalommal is, ma azonban romlott állapota miatt nem látogatható.